# China op de Kaap
China op de Kaap was een Nederlands kunstproject in het oude Rotterdamse Chinatown Katendrecht. Bij dit project werd stil gestaan bij het feit dat het in 2011 honderd jaar geleden was dat de eerste Chinese migranten in Rotterdam aankwamen. Het project probeerde Katendrecht weer even te veranderen in de Chinese buurt die hier tot de jaren 1980 bestond. De initiatiefnemers van dit project waren de kunstenaars/ontwerpers: Erika Blikman, Pao Choi en Yuen Han Lam. Ook de Stichting &tree speelde een rol in dit project.
Het project werd financieel ondersteund door onder andere het Inspraakorgaan Chinezen en de Gemeente Rotterdam en vond plaats van 5 februari tot en met 5 oktober 2011.
Het China op de Kaap-Huis was gelegen in de Delistraat op nummer 30.